# Bataille de Brémule
La bataille de Brémule s'est déroulée le 20 août 1119 entre Henri Ier Beauclerc, roi d’Angleterre et duc de Normandie, et le roi des Francs Louis VI le Gros. Sévèrement battu, Louis VI est contraint de fuir et de se réfugier dans sa forteresse des Andelys.

## Contexte
À l'été 1119, Louis VI mène une campagne contre Henri Ier Beauclerc dans le Vexin normand depuis sa base avancée des Andelys, nouvellement conquise. Il veut rendre justice à Guillaume Cliton, fils de Robert Courteheuse. En effet, à la bataille de Tinchebray en 1106, le futur Henri Ier avait capturé et emprisonné son frère Robert et s'était emparé du trône d'Angleterre. Guillaume Cliton veut récupérer le trône et combat aux côtés de Louis VI. Ce dernier se dirige le 20 août avec 400 chevaliers vers le château normand de Noyon-sur-Andelle (aujourd'hui Charleval), récemment construit par Henri Ier, qu'il espère prendre avec l'aide de traîtres dans sa garnison. Il ignore la présence du duc-roi sur place.
De son côté, à l'été 1119, Henri Ier Beauclerc voudrait bien déloger la garnison française du château des Andelys. Le 20 août au matin, alors que ses troupes sont occupées à piller les récoltes du côté d'Étrépagny, des guetteurs qu'il a placés sur la colline de Verclives le préviennent de l'avancée des troupes françaises. Henri Ier se porte à leur rencontre, accompagné de son fils, Guillaume Adelin, et de 500 chevaliers. La rencontre a lieu dans la plaine de Brémule, entre Écouis et Grainville.

## La bataille
Les chroniqueurs du côté français décrivent le combat comme une bataille sanglante où Louis le Gros, malgré son embonpoint mais emporté par son énergie, est au contact des chevaliers adverses et, au moment où un Normand saisit la bride de son cheval en s’écriant : « Le roi est pris ! », celui-ci l’abat d’un coup de masse d’armes en répliquant : « On ne prend pas le roi, ni à la guerre, ni aux échecs ! »
Les chroniqueurs normands indiquent de leur côté qu'un chevalier pourtant issu de Normandie mais allié de Louis VI, Guillaume Crespin, asséna un coup d'épée sur le heaume d'Henri Ier mais fut aussitôt capturé. Moins nombreuse et désorganisée, l'armée française est vaincue. Les Normands font de nombreux prisonniers, parmi lesquels, outre Guillaume Crespin, Bouchard de Montmorency, Osmond de Chaumont, Hervé de Gisors, Guy de Clermont. Du côté normand, Robert de Courcy, qui avait poursuivi les Français jusque vers les Andelys, est capturé par des chevaliers qui chevauchaient à ses côtés et qu'il croyait de son camp. Il n’y a eu que trois morts, bien que, selon Orderic Vital, environ 900 chevaliers aient participé à la bataille (500 dans le camp d'Henri Ier, 400 dans celui de Louis VI). Quant à Louis VI, il est décrit comme fuyant seul et se perdant au milieu de la forêt, obligé de demander à un paysan de le guider.
Typique des guerres féodales, la bataille ne fait que trois morts (deux côté français, un côté anglais). On répugne à se tuer entre chevaliers et on préfère faire des prisonniers susceptibles d'être rançonnés.
Le site de la bataille est situé dans l'Eure, sur le territoire de la commune de Cressenville au hameau de Brémule sur la RD 6014. Comme l'indique Christian Delabos, Brémule est souvent à tort appelé Brenneville.

## Célébration
Le 900e anniversaire de la bataille a été célébré au château de Mussegros, à Écouis, les 17 et 18 août 2019, animé par sept compagnies de joutes médiévales.